# Star Trek: Raumschiff Voyager/Staffel 2
Die zweite Staffel der Fernsehserie Star Trek: Raumschiff Voyager wurde ab August 1995 in den USA erstausgestrahlt. In Deutschland wurde die Staffel von Oktober 1996 bis April 1998 erstmals gezeigt.

## Episoden und Erstausstrahlung
| Nr. (ges.) | Nr. (St.) | Deutscher Titel               | Originaltitel         | Erstausstrahlung USA | Deutschsprachige Erstausstrahlung (D) | Regie            | Drehbuch                                                     | Hinweis                                  |
| --- | --------- | ----------------------------- | --------------------- | -------------------- | ------------------------------------- | ---------------- | ------------------------------------------------------------ | ---------------------------------------- |
| 17 | 1         | Die 37er                      | The 37's              | 28. Aug. 1995        | 25. Okt. 1996                         | James L. Conway  | Jeri Taylor, Brannon Braga                                   | Im Rahmen der ersten Staffel produziert. |
| Auf einem Planeten im Delta-Quadranten entdeckt die Voyager-Crew mehrere Kryostasis-Kammern, die Menschen aus den 1930er-Jahren enthalten, darunter Amelia Earhart, eine Pionierin der amerikanischen Luftfahrt, die auf ihrem letzten Flug spurlos verschwand. Sie wecken die Menschen auf und versuchen, ihnen die Situation zu erklären. Earharts Navigator Fred Noonan glaubt die Erklärungen nicht, bedroht Captain Janeway mit einem Revolver und lässt die Besatzungsmitglieder entwaffnen. Ein Sicherheitsteam wird von der Voyager geschickt und von Einheimischen angegriffen. Als Janeway die Angreifer überzeugt hat, das Feuer einzustellen, zeigt sich, dass auch sie Menschen sind. Ihre Vorfahren wurden 1937 von der Erde entführt und versklavt. Sie konnten ihre Entführer, die Briori, töten und sich ihre Technologie aneignen. Die Menschen in den Kryostasis-Kammern („die 37er“) wurden von ihnen für tot gehalten. Die Bewohner des Planeten bieten der Voyager-Besatzung an zu bleiben. Captain Janeway stellt allen die Entscheidung frei, aber nur die 37er nehmen das Angebot an. |           |                               |                       |                      |                                       |                  |                                                              |                                          |
| 18 | 2         | Der Namenlose                 | Initiations           | 4. Sep. 1995         | 1. Nov. 1996                          | Winrich Kolbe    | Kenneth Biller                                               | -                                        |
| Commander Chakotay entfernt sich mit einem Shuttle einige Lichtjahre von der Voyager, um in Ruhe das Pakra durchzuführen, ein Ritual zum Gedenken an den Todestag seines Vaters. Mitten in der Zeremonie ertönt ein Alarmsignal. Kurz zuvor war Chakotays Shuttle von einem Raumschiff der Kazon-Ogla entdeckt worden. Der Maje der Kazon, Razik, schickt das Kazon-Kind Kar in den Einsatz. Kar soll das Föderations-Shuttle angreifen und vernichten und sich so seinen Ogla-Namen erwerben. Damit würde er zum Krieger und zum vollwertigen Mitglied der Besatzung aufsteigen. Aufgeschreckt durch den Alarm, stellt Chakotay eine Verbindung zu Kar her und versucht vergeblich, ihn von Angriffen auf sein Shuttle abzuhalten. Schließlich wehrt Chakotay sich und trifft Kars Schiff schwer. Kurz vor der Explosion des gegnerischen Schiffs beamt Chakotay Kar auf sein Shuttle. Kar ist nicht dankbar für seine Rettung. Er äußert, Chakotay hätte ihn lieber sterben lassen sollen. Auch dann hätte er sich seinen Namen verdient. So aber lebe er nun in Schande. Chakotays Shuttle wurde während des Kampfes beschädigt. Eine Verbindung zur Voyager kann nicht mehr hergestellt werden. Das Shuttle wird kurz darauf durch das Kazon-Mutterschiff aufgebracht und mittels Traktorstrahlen an Bord geholt. Chakotay und Kar werden zu Razik gebracht. Der hat nur Verachtung übrig für Kar und ordnet an, dass Kar sterben müsse. Razik stellt Chakotay vor die Wahl: wenn er Kar tötet, kann er mit seinem Shuttle unversehrt abziehen – andernfalls werde auch er exekutiert. Nach einem Handgemenge bringt Chakotay Razik in seine Gewalt. Mit ihm als Geisel gelangt Chakotay wieder zu seinem Shuttle. Vor dem Abflug lässt er Razik frei. Kar entscheidet sich dazu, mit Chakotay zu gehen. Nur kurzzeitig kann er die Waffen des Kazon-Schiffs deaktivieren. Unter schwerem Beschuss steuert Chakotay einen Klasse-M-Mond an. Unmittelbar vor der Zerstörung des Shuttles gelingt es ihm, sich und Kar auf den Mond zu beamen. Der Mond steckt voller verborgener Waffen und Fallen und wird von den Kazon-Ogla als Übungsgelände genutzt. Kar kennt sich hier aus und bewahrt Chakotay vor Gefahren. Sie finden eine Höhle als Unterschlupf. In der Nacht richtet Kar seine Waffe auf den vermeintlich schlafenden Chakotay, führt die Tötungsabsicht aber nicht aus. Die Voyager hatte indessen auf der Suche nach Chakotay zuerst die Trümmerteile von Kars Schiff, dann die Trümmer von Chakotays Shuttle gefunden. Ein Außenteam unter Führung von Captain Janeway lässt sich auf den Mond beamen, wo sie auf ein Außenteam der Kazon treffen, das von Razik angeführt wird. Währenddessen hatte Chakotay Kar vorgeschlagen, ihn zu töten und sich so seinen Namen zu verdienen. Sofern Chakotay binnen zwei Minuten durch den Doktor auf der Voyager versorgt werden könne, könne er folgenlos wieder reanimiert werden. Die beiden Außenteams erreichen die Höhle. Dort bedroht Kar Chakotay mit einer Waffe, erklärt dann aber, sein Feind sei nicht Chakotay. Kar wendet sich um und erschießt Razik. Er lässt die Waffe sinken, verkündet seinen neuen Ogla-Namen Jar Karden und wendet sich an Haliz, den engsten Vertrauten Raziks, der durch die Tat zum neuen Maje wurde. Er legt sein Schicksal in Haliz' Hände und schwört ihm Treue und Gefolgschaft. Kar verspricht, er werde Chakotay bekämpfen und töten, sollten sich die beiden später nochmals begegnen. Das Außenteam und Chakotay dürfen unbehelligt abziehen. In seiner Kabine an Bord der Voyager führt Chakotay schließlich ungestört sein Pakra durch.                                                                                      |           |                               |                       |                      |                                       |                  |                                                              |                                          |
| 19 | 3         | Das Holo-Syndrom              | Projections           | 11. Sep. 1995        | 4. Okt. 1996                          | Jonathan Frakes  | Brannon Braga                                                | Im Rahmen der ersten Staffel produziert. |
| Der Doktor wird bei einem roten Alarm aktiviert. Trotz der Behauptung des Computers, dass niemand an Bord sei, betritt B’Elanna Torres weniger später die Krankenstation und sagt, dass außer ihr und Kapitän Janeway die gesamte Besatzung nach einem Angriff der Kazon das Raumschiff verlassen habe. Torres transferiert den Doktor mittels neu installierter Emitter auf die Brücke. Der Doktor behandelt den Kapitän und hilft Neelix, die letzten verbliebenen Kazon zu bezwingen. Dabei bemerkt er, dass er blutet und Schmerzen verspürt, was beides keine Funktionen seines Programms sind. Auf der Krankenstation erfährt er vom Computer, dass er eigentlich Lewis Zimmerman sei, der Programmierer des Doktors; außerdem bestehe die gesamte Crew nur aus holografischen Projektionen. Ein neues Hologramm erscheint und behauptet, sein Assistent Reginald Barclay zu sein. Barclay erklärt, dass der Doktor tatsächlich Zimmerman sei und dass die Voyager eine Simulation sei, in der er gefangen sei. Um das Programm zu beenden und Zimmerman zu retten, schlägt Barclay die Zerstörung des Raumschiffs vor, bevor er irreparable Hirnschäden erleide. Um den Doktor von der Simulation zu überzeugen, startet Barclay das Voyager-Programm neu und der Doktor erlebt erneut die Ereignisse der ersten Folge. Von Barclays Erläuterungen überzeugt, bereitet der Doktor die Zerstörung der Voyager vor, als Commander Chakotay erscheint und eine alternative Geschichte erzählt: Der Doktor ist tatsächlich das medizinisch-holografische Notfallprogramm, doch sein Programm steckt im defekten Holodeck fest. Die Crew versucht sein Programm freizukriegen und er müsse nur etwas Geduld haben. Würde er die Voyager zerstören, hätte dies die Löschung seines Programms zur Folge. Obwohl Barclay Kes als Zimmermans Ehefrau vorstellt, glaubt der Doktor an seine holografische Existenz. Die Simulation endet und der Doktor findet sich auf dem Holodeck wieder, womit sich Chakotays Geschichte als wahr erwiesen hat. |           |                               |                       |                      |                                       |                  |                                                              |                                          |
| 20 | 4         | Elogium                       | Elogium               | 18. Sep. 1995        | 11. Okt. 1996                         | Winrich Kolbe    | Kenneth Biller, Jeri Taylor; Idee: Jimmy Diggs, Steve J. Kay | Im Rahmen der ersten Staffel produziert. |
| Als die Voyager auf eine im Weltall lebende Form in der Art von Geißeltierchen trifft, wird sie unerwartet in den Schwarm dieser Wesen hineingezogen, was zu schwerwiegenden Problemen mit den Schiffssystemen führt. Während die Besatzung versucht, einen Ausweg zu finden, zeigt Kes plötzlich seltsame Symptome, die auf eine Störung ihres Stoffwechsels durch den Schwarm zurückzuführen sind. Dies führt zu einer unerwarteten Entwicklung in Bezug auf Kes' reproduktive Phase, die sie vor schwierige Entscheidungen stellt. Jede Ocampa erreicht nur einmal im Leben den Zustand des „Elogiums“ und kann nur dann ein Kind bekommen. Währenddessen diskutieren Kathryn und Chakotay über die möglichen Konsequenzen von Kindern an Bord der Voyager. Die Situation wird noch komplizierter, als Kes Neelix bittet, der Vater ihres Kindes zu werden, und er zögert zunächst. Während die Voyager weiterhin vom Schwarm bedroht wird, gelingt es der Crew schließlich, sich durch ein cleveres Manöver zu befreien. Kes entscheidet sich letztendlich dagegen, jetzt ein Kind zu bekommen, aber der Doktor ist optimistisch, dass sie noch eine Chance haben wird, wenn der Schwarm nicht mehr stört. In einer ironischen Wendung erfährt Kathryn, dass ein anderes Besatzungsmitglied, Fähnrich Samantha Wildman, schwanger ist. |           |                               |                       |                      |                                       |                  |                                                              |                                          |
| 21 | 5         | Der Zeitstrom                 | Non Sequitur          | 25. Sep. 1995        | 8. Nov. 1996                          | David Livingston | Brannon Braga                                                | -                                        |
| Nach einem Shuttle-Flug wacht Harry Kim plötzlich in San Francisco bei seiner Verlobten Libby auf. Sie und alle anderen, denen er begegnet, sind überzeugt, dass er die letzten acht Monate auf der Erde verbracht hat. Er war nie auf der Voyager, sondern arbeitet im Hauptquartier der Sternenflotte an einem verbesserten Runabout. Er erinnert sich aber nicht daran; für ihn ist nur seine Vergangenheit auf der Voyager real. Um herauszufinden, was geschehen ist, sucht er Tom Paris in Marseille auf, aber auch der hat nie auf der Voyager gedient und glaubt Harrys Geschichte nicht. Darum sagt er nein, als Harry ihn bittet, ihm beim Nachstellen des Shuttle-Fluges zu helfen, der ihn auf die Erde gebracht hat. Harrys Interesse an der Voyager und sein Kontakt mit dem Maquis-Sympathisanten Paris machen seine Vorgesetzten misstrauisch. Er bekommt eine elektronische Fußfessel. Dann stellt sich heraus, dass der Betreiber seines Stammcafés ein Alien ist. Er erklärt, dass Harry bei seinem Shuttle-Flug einen Zeitstrom gekreuzt hat und dadurch die Geschichte verändert wurde. Er gibt Harry ein Gerät, mit dem der den Zeitstrom finden kann. Harry muss dann die Bedingungen vor dem Unfall wiederherstellen und in den Zeitstrom fliegen; so kann er eventuell zur Voyager zurückkehren. Es ist auch möglich, dass er an irgendeine andere Stelle im Raum-Zeit-Kontinuum versetzt wird, aber er will dieses Risiko eingehen. Er deaktiviert die Fußfessel und flieht mit Libbys und Toms Hilfe vor der Starfleet-Security. Mit Tom stiehlt er den Runabout-Prototyp, an dem er gearbeitet hat, rekonstruiert den Shuttle-Unfall und gelangt wieder zur Voyager. |           |                               |                       |                      |                                       |                  |                                                              |                                          |
| 22 | 6         | Die Raumverzerrung            | Twisted               | 2. Okt. 1995         | 18. Okt. 1996                         | Kim Friedman     | Kenneth Biller; Idee: Arnold Rudnick, Rich Hosek             | Im Rahmen der ersten Staffel produziert. |
| Kes, Neelix, Janeway, Chakotay, Paris, Torres und der Doktor sind im Bistro „Chez Sandrine“ auf dem Holodeck und feiern Kes' Geburtstag. Tuvok und Kim sind auf der Brücke. Die Voyager gerät in eine Raumverzerrung, die den Aufbau des Schiffes verändert. Janeway, Chakotay und Paris versuchen zur Brücke zu gelangen, während Kim Janeway sucht. Kes und Neelix wollen zu Kes' Quartier, Torres macht sich auf den Weg zum Maschinenraum und der Doktor versucht sich auf die Krankenstation zu transferieren. Sie alle kommen nicht da an, wo sie hin wollen, sondern im Bistro. Als alle auf verschiedenen Wegen versuchen, die Brücke zu erreichen, schlägt auch dies fehl; sie treffen sich wieder unfreiwillig im Bistro. Die Raumverzerrung erfasst nach und nach immer größere Teile des Schiffes, nur das Holodeck und seine Umgebung sind noch unversehrt. Torres und Kim versuchen, vom Maschinenraum aus einen Gegendruck aufzubauen, aber dadurch schreitet die Verzerrung schneller fort; auch das Holodeck ist betroffen. Janeway, die nach direktem Kontakt mit der Raumverzerrung einige Zeit bewusstlos war, wacht plötzlich auf und sagt den anderen, sie sollten gar nichts tun. Sie gibt dabei offenbar den Ratschlag eines anderen Wesens weiter. Danach verliert sie wieder das Bewusstsein. Die Verzerrung erfasst das Holodeck komplett und geht durch alle Anwesenden hindurch, ohne Schaden anzurichten. Janeway kommt wieder zu sich und erklärt, dass die Raumverzerrung mit der Besatzung zu kommunizieren versuchte. Auf der Brücke stellt Torres fest, dass neue Informationen in den Computer eingegeben wurden und die Datenbank der Voyager ausgelesen wurde. |           |                               |                       |                      |                                       |                  |                                                              |                                          |
| 23 | 7         | Der Höllenplanet              | Parturition           | 9. Okt. 1995         | 15. Nov. 1996                         | Jonathan Frakes  | Tom Szollosi                                                 | -                                        |
| Tom Paris verguckt sich in Kes und gerät deswegen in eine körperliche Auseinandersetzung mit Neelix. Wenig später müssen Paris und Neelix zu zweit einen unwirtlichen Planeten erkunden. Nachdem sie mit ihrem Shuttle notgelandet sind, finden sie ein frisch aus dem Ei geschlüpftes fremdes Wesen und päppeln es auf. Dabei legen sie ihren Streit bei. |           |                               |                       |                      |                                       |                  |                                                              |                                          |
| 24 | 8         | Rätselhafte Visionen          | Persistence of Vision | 30. Okt. 1995        | 22. Nov. 1996                         | James L. Conway  | Jeri Taylor                                                  | -                                        |
| Während die Voyager den Raum der Botha durchquert, tauchen Gegenstände und Figuren aus Janeways Holoroman außerhalb des Holodecks auf, aber außer Janeway kann nur Kes sie sehen. Kes gelingt es, eine der Figuren zum Verschwinden zu bringen. Eine andere Figur greift Janeway an; Kes sieht auch sie und bringt sie zum Verschwinden. Die Voyager wird von drei bothanischen Schiffen angegriffen und beschädigt. Der Kommandant der Schiffe erscheint Janeway als ihr Verlobter Mark, Tuvok als seine Frau T’Pel, Paris als sein Vater und Kim als seine Freundin Libby. Auch andere Besatzungsmitglieder haben Halluzinationen. Torres entdeckt ein bioelektrisches Energiefeld, das von den Botha-Schiffen ausgeht. Als sie es neutralisieren will, meint sie Chakotay zu sehen, der sie verführt. Paris halluziniert von seinem Vater, der ihn zu entmutigen versucht, und Janeway wird von einer Vision ihres Verlobten in den Bann gezogen. Schließlich sind nur der Doktor, der die Krankenstation nicht verlassen kann, und Kes übrig. Sie führt im Maschinenraum unter seiner Anleitung die Prozedur fort, bei der Torres unterbrochen wurde. Obwohl Kes eine Halluzination von Neelix hat, der einen sehr schmerzhaften Ausschlag bei ihr hervorruft, kann sie den Ausschlag auf ihn zurück übertragen und ihre Arbeit beenden. Die Visionen aller Besatzungsmitglieder hören auf, und der Außerirdische, der sie verursacht hat, verschwindet ebenso wie die Botha-Schiffe spurlos. |           |                               |                       |                      |                                       |                  |                                                              |                                          |
| 25 | 9         | Tattoo                        | Tattoo                | 6. Nov. 1995         | 10. Jan. 1997                         | Alexander Singer | Michael Piller; Idee: Larry Brody                            | -                                        |
| Die Voyager braucht Polyferranid für ihre Warpkernspulen. Chakotay erkundet mit einem Außenteam einen Mond, wo es geringe Vorkommen gibt. Dabei findet er ein Zeichen auf dem Boden, das einem Zeichen der Vorfahren seines Volkes gleicht. Diese wurden nach einem Mythos von „Geistern des Himmels“ erschaffen. Chakotay hat sein Volk als 15-Jähriger verlassen, um die Sternenflottenakademie zu besuchen. Erst nachdem sein Vater im Kampf gegen die Cardassianer getötet worden war, ließ er sich tätowieren und nahm denselben Kampf auf. – Vom Mond geht eine Warpsignatur aus, der die Voyager folgt. Sie führt zu einem Planeten, wo Torres eine hohe Polyferranid-Konzentration ortet. Immer wenn ein Ort mit dem Transporter erfasst wird, bildet sich dort aber ein elektrischer Sturm, deshalb fliegt ein von Chakotay geführtes Außenteam mit einem Shuttle dorthin. Nach der Landung wird Neelix von einem Vogel verletzt, der einem Falken ähnelt. Nachdem er auf die Voyager gebeamt wurde, findet die anderen ein vor Kurzem verlassenes Dorf. Chakotay befiehlt dem Team, die Waffen abzulegen. Als ein heftiger Sturm aufkommt, wird der Rest des Außenteams wieder zur Voyager gebeamt, während Chakotay, der seinen Kommunikator verloren hat, zurückbleibt. Erst als er seine Uniform ablegt, zeigen sich die Bewohner des Planeten. Sie tragen das gleiche Tattoo wie Chakotay, und ihre Vorfahren haben vor 45.000 Jahren die Evolution seines Volkes auf der Erde beeinflusst. Da sie nun von Chakotays guten Absichten überzeugt sind, versorgen die Planetenbewohner die Voyager-Besatzung mit Polyferranid. |           |                               |                       |                      |                                       |                  |                                                              |                                          |
| 26 | 10        | Suspiria                      | Cold Fire             | 13. Nov. 1995        | 17. Jan. 1997                         | Cliff Bole       | Brannon Braga; Idee: Anthony Williams                        | -                                        |
| Die Überreste des Fürsorgers reagieren auf die Nähe einer anderen sporozystianischen Lebensform. Die Voyager folgt dieser Spur und findet eine Raumstation, auf der eine Ocampa-Kolonie lebt, die vor mindestens 300 Jahren von Suspiria, der Gefährtin des Fürsorgers, gegründet wurde. Diese hat den Ocampa geholfen, ihre psychokinetischen Fähigkeiten zu entwickeln, und ihre Lebensspanne deutlich verlängert. Kes ist sehr erstaunt und erfreut, andere Ocampa so weit entfernt von ihrer Heimatwelt zu treffen. Deren Sprecher Tanis versucht Kes zu überzeugen, die Voyager zu verlassen und bei ihnen zu bleiben. Tuvok und der Doktor sind misstrauisch und haben ein Gift entwickelt, das auf sporozystianische Lebensformen wirkt. Tanis zeigt Kes, wie sie ihre psychokinetischen Fähigkeiten entwickeln kann, und arrangiert ein Treffen mit Suspiria, bei dem Janeway diese überzeugen möchte, die Voyager wieder in den Alpha-Quadranten zu bewegen. Tatsächlich hat Suspiria aber Tanis den Auftrag gegeben, ihr die Voyager-Besatzung auszuliefern. Sie denkt, diese habe den Fürsorger getötet, und will sich rächen, indem sie die Crew tötet und das Schiff zerstört. Kes setzt Tanis und Suspiria mit Hilfe ihrer psychokinetischen Kräfte außer Gefecht, und Janeway wendet das Gift an. Sie lassen Suspiria aber ziehen. Janeway will sie später wieder treffen und sie bitten, die Voyager wieder nach Hause zu bringen. |           |                               |                       |                      |                                       |                  |                                                              |                                          |
| 27 | 11        | Das Signal                    | Maneuvers             | 20. Nov. 1995        | 24. Jan. 1997                         | David Livingston | Kenneth Biller                                               | -                                        |
| Die Voyager entdeckt eine Funkbake, die ein Förderationssignal aussendet, zur Untersuchung wird ein entsprechender Kurs gesetzt. An der Bake, die sich in einem Nebel befindet, angekommen, werden sie von einem Kazon-Schiff angegriffen. Der Angriff ist ungewöhnlich gut geplant, die Kazon deaktivieren den Warpantrieb der Voyager und schießen ein Loch in den Schutzschild. Durch dieses Loch fliegt ein kleines Shuttle, das die Voyager rammt und in der Hülle stecken bleibt. Die meisten Kazon können ausgeschaltet werden, zwei von ihnen schaffen es aber, mit einem gestohlenen Transportermodul zurück auf ihr Schiff zu beamen. Noch während die Voyager-Crew überlegt, was nun zu tun ist, werden sie von Maje Cullah von den Kazon-Nistrim gerufen, der sich mit seiner neuen Beraterin Seska vorstellt. Seska verhöhnt Chakotay als berechenbar, bevor sie mit Warp verschwinden. Da sie große Sorge hat, dass sich das Gleichgewicht und die Stabilität der gesamten Kazon-Sekten im Quadranten ändern wird, sollten die Nistrim im Besitz der Föderationstechnologie bleiben, will Janeway die Verfolgung aufnehmen. Während das Shuttle aus der Hülle entfernt wird, um wieder ein Warpfeld aufbauen zu können, diskutiert die Crew verschiedene Möglichkeiten, das gestohlene Modul zurückzubekommen. Vertreter verschiedener Kazon-Clans treffen sich, um zu diskutieren, was mit der gestohlenen Technik geschehen soll. Cullah ist nicht einverstanden damit, die Technik zu teilen, was damit endet, dass er seine Kontrahenten ins All beamen lässt. Als die Voyager etwas später am Treffpunkt ankommt, können nur noch die Leichen der Kazon geborgen werden. Chakotay hat derweil die Voyager ohne Erlaubnis mit einem Shuttle und diverser Technik verlassen, mit der er das gestohlene Transportermodul unbrauchbar machen will. Er kann sich ungesehen auf das Kazon-Schiff beamen und das Modul mit seinem Phaser zerstören, wird dann aber von Seska und den Kazon gefangen genommen. Die Voyager konnte das Kazon-Schiff lokalisieren und gerät in ein Gefecht mit dem Schiff von Cullah und weiteren Kazon-Anführern. Chakotay kommt wieder an Bord der Voyager und die Kazon verschwinden fürs Erste. Auf der Brücke der Voyager empfängt man noch eine Nachricht von Seska, die Chakotay zu seinem Sieg gratuliert und ihm erklärt, dass sie sich selbst mit einer Probe seiner DNA befruchtet hat. |           |                               |                       |                      |                                       |                  |                                                              |                                          |
| 28 | 12        | Die Resistance                | Resistance            | 27. Nov. 1995        | 31. Jan. 1997                         | Winrich Kolbe    | Lisa Klink; Idee: Michael Jan Friedman, Kevin Ryan           | -                                        |
| Auf der Suche nach Tellerium, das zum Antrieb des Schiffes benötigt wird, beamen sich Captain Janeway, Tuvok, Torres und Neelix in eine Stadt der Alsaurianer, die von den feindlichen Mokras besetzt ist. Die Mokra-Soldaten nehmen Tuvok und Torres gefangen. Während eines Aufruhrs wird Janeway von Caylem, einem Einwohner, versteckt gehalten. Dieser sieht in ihr seine längst verstorbene Tochter. |           |                               |                       |                      |                                       |                  |                                                              |                                          |
| 29 | 13        | Prototyp                      | Prototype             | 15. Jan. 1996        | 7. Feb. 1997                          | Jonathan Frakes  | Nicholas Corea                                               | -                                        |
| Die Voyager-Crew birgt einen funktionsuntüchtigen Roboter unbekannter Bauart. Lieutenant Torres setzt ihn wieder in Gang, indem sie sein Energiemodul so modifiziert, dass es mit Warp-Plasma betrieben werden kann. Er stellt sich als die automatische Einheit 3947 vor und sagt, er sei auf einem Raumschiff der Pralor stationiert. Diese Spezies, von ihm „die Erbauer“ genannt, kam Jahrzehnte zuvor in einem Krieg um. Torres' Leistung, das Energiemodul anzupassen, bringt 3947 auf die Idee, dass sie ein prototypisches Energiemodul für die Konstruktion weiterer automatischer Einheiten bauen könnte, was den Robotern erlauben würde, sich „fortzupflanzen“. Captain Janeway verweigert wegen der obersten Direktive ihre Zustimmung. Daraufhin entführt 3947 Torres auf das Pralor-Schiff, auf dem er stationiert ist und dessen Feuerkraft der der Voyager überlegen ist. Torres erklärt sich bereit, einen Prototyp zu bauen, um die Voyager zu retten. Die Konstruktion ist erfolgreich, aber als der Prototyp fertig ist, wird das Pralor-Schiff von einem anderen Raumschiff angegriffen, dessen Besatzung ebenfalls nur aus Robotern besteht. Deren Erbauer, die Cravic, führten mit den Pralor Krieg. Sie leben auch nicht mehr ‒ die Erbauer haben einen Waffenstillstand geschlossen und wollten ihre Kampfroboter vernichten, darum haben die Roboter sie vernichtet. Als Torres das erfährt, zerstört sie den Prototyp. Lieutenant Paris beamt sie in ein Shuttle und kehrt mit ihr zur Voyager zurück. |           |                               |                       |                      |                                       |                  |                                                              |                                          |
| 30 | 14        | Allianzen                     | Alliances             | 22. Jan. 1996        | 28. Juni 1997                         | Les Landau       | Jeri Taylor                                                  | -                                        |
| Nach harten Gefechten mit Kazon-Schiffen strebt Captain Janeway eine Allianz mit einer oder zwei Kazon-Sekten an, doch Neelix' Verhandlungen mit den Pommar und Janeways Verhandlungen mit den Nistrim schlagen fehl, zur großen Enttäuschung einiger Crewmitglieder. Eins von ihnen, Michael Jonas aus dem Maschinenraum, beginnt heimlich mit den Nistrim zu kommunizieren. Neelix flieht aus der Gefangenschaft der Pommar gemeinsam mit den Trabe, die einst die Kazon unterdrückt haben, bis diese rebellierten, viele Trabe töteten und deren Technologie raubten. Inzwischen sind die Trabe heimatlos. Auf den Vorschlag ihres Gouverneurs Mabus findet ein Friedensgespräch zwischen ihm, Janeway und allen Kazon-Sekten statt. Gerade noch rechtzeitig begreift Janeway, dass Mabus in Wirklichkeit plant, alle Sektenführer mittels eines Raumschiffs zu ermorden, und warnt diese. Sie entgehen dem Anschlag, und das angreifende Raumschiff wird von der Voyager in die Flucht geschlagen. |           |                               |                       |                      |                                       |                  |                                                              |                                          |
| 31 | 15        | Die Schwelle                  | Threshold             | 29. Jan. 1996        | 5. Juli 1997                          | Alexander Singer | Brannon Braga; Idee: Michael De Luca                         | -                                        |
| Tom experimentiert mit Technik, um Warp 10 zu erreichen. Hierzu simuliert er einen Shuttleflug, bei dem er bis auf Warp 9,95 beschleunigen kann, bevor das Shuttle zerrissen wird. im Kasino sprechen Tom, B'Elanna und Harry über die Situation und darüber, dass Warp 10 bisher als technisch unmöglich gilt. Die Theorie sagt, bei Warp 10 sei man an jedem Punkt im Universum gleichzeitig. Harry und Tom erarbeiten eine mögliche Lösung und bei der Simulation eines weiteren Flugs gelingt es Tom tatsächlich, Warp 10 zu erreichen. Die gesammelten Daten werden Janeway vorgelegt, die, anders als ursprünglich, Warp 10 für grundsätzlich machbar hält. Ein echtes Shuttle soll entsprechend modifiziert und für einen Testflug genutzt werden. Entgegen dem ursprünglichen Plan, Tom als Pilot einzusetzen, empfiehlt der Doktor den Transwarpflug mit Harry durchzuführen, da Tom mit einer sehr geringen Wahrscheinlichkeit beim Flug eine Gehirnblutung erleiden kann. Tom schafft es aber, Janeway davon zu überzeugen, ihn als Pilot einzusetzen. Als er dann wenig später mit dem Shuttle den ersten Transwarpflug der Geschichte durchführt, verschwindet das Shuttle von den Sensoren der Voyager. Auch nach mehreren ausgeweiteten Sensorsuchen kann es nicht wieder geortet werden, somit wird der Transwarpflug als erfolgreich angesehen. Kurz darauf erscheint das Shuttle wieder neben der Voyager. Tom ist an Bord, allerdings mit sehr schwachen Lebenszeichen. Janeway beamt ihn direkt auf die Krankenstation, Tom hat aber nur geschlafen und scheint ansonsten gesund zu sein. Auch das Shuttle ist in Ordnung, die Logbücher bestätigen die Theorie, dass Tom an jedem Punkt im Universum war, der gesamte Sektor ist kartographiert. Crewman Jonas, der ein ehemaliger Maquis und Sympathisant der Kazon ist, belauscht die ganze Unterhaltung mit großem Interesse. Kurze Zeit später beginnt Tom seltsame Symptome zu zeigen. Er ist plötzlich allergisch gegen Wasser und benötigt ein spezielles Luft-Gemisch, da seine Lungen keine normale Luft mehr atmen können. Auf der Krankenstation erklärt der Doktor, dass er nichts mehr für Tom tun kann und dieser sterben wird. In der Nacht liegt Tom plötzlich wieder gesundet in seinem Bett. Eine Untersuchung zeigt, dass sich seine DNA komplett neu schreibt und er über ein zweites Herz verfügt. Er verändert sich immer stärker, sein Gesicht ist entstellt, die Haut blass und feucht, die Haare fallen aus. Tom erklärt, das Schiff verlassen zu wollen, weil alle ihn hassen und ihm niemand trauen würde. Der Doktor erklärt Toms Mutation damit, dass er Millionen von Jahren der Evolution in nur 24 Stunden durchlaufen habe. Er müsse Antiprotonen ausgesetzt werden, um die mutierte DNA zu zerstören und den Prozess damit umzukehren. Durch die Mutation gelingt es Tom aber, das modifizierte Shuttle zu stehlen und gemeinsam mit der gekidnappten Janeway von der Voyager zu fliehen. Das Shuttle kann auf einem Planeten geortet werden und Chakotay und Tuvok beamen auf dorthin, um die beiden zu holen. Sie finden aber nur zwei Amphibien in einem trüben Teich, in denen menschliche DNA gescannt werden kann. In der näheren Umgebung finden sich drei weitere kleinere dieser Kreaturen, die schnell in den Tümpel schlittern. Zurück auf der Voyager kann der Doktor die Verwandlung von Tom und Janeway mittels Antiprotonen rückgängig machen. Es wird entschieden, dass die Nachkommen auf dem Planeten verbleiben sollen und dass die Transwarp-Technologie noch nicht ausgereift genug ist. Weiterhin hat Jonas die Kazon kontaktiert und ihnen alle Daten und Informationen über den Transwarpflug durchgegeben. |           |                               |                       |                      |                                       |                  |                                                              |                                          |
| 32 | 16        | Gewalt                        | Meld                  | 5. Feb. 1996         | 12. Juli 1997                         | Cliff Bole       | Michael Piller; Idee: Michael Sussman                        | -                                        |
| Crewman Darwin, ein Mitglied der Maschinenraum-Crew, wird ermordet aufgefunden. Nach einer kurzen Ermittlung findet Tuvok heraus, dass Lon Suder der Täter ist, ein Betazoid, der früher dem Maquis angehörte und dort seine gewalttätigen Neigungen auslebte, indem er Cardassianer tötete. Tuvok will diese Neigungen mit einer Geistesverschmelzung heilen, aber während Suder dadurch tatsächlich beherrschter und ruhiger wird, wird Tuvok selbst gewalttätig, so dass er dienstuntauglich wird. Der Doktor behandelt ihn mit einer neurosynaptischen Therapie. Tuvok bricht aus der Krankenstation aus, um Suder zu töten, gewinnt die Kontrolle aber so weit zurück, dass er sein Vorhaben letztlich nicht ausführt. Seine vollständige Genesung wird allerdings länger dauern. Suder wird bis zum Ende der Reise in seinem Quartier eingesperrt. |           |                               |                       |                      |                                       |                  |                                                              |                                          |
| 33 | 17        | Der Flugkörper                | Dreadnought           | 12. Feb. 1996        | 19. Juli 1997                         | LeVar Burton     | Gary Holland                                                 | -                                        |
| Die Voyager-Crew entdeckt eine selbstgesteuerte Materie-Antimaterie-Bombe, die ursprünglich von den Cardassianern gegen den Maquis eingesetzt wurde. Lieutenant Torres programmierte sie um und schickte sie auf eine Mission gegen die Cardassianer. Nun bedroht der Flugkörper irrtümlich einen bewohnten Planeten. Torres beamt an Bord und überzeugt vermeintlich die Künstliche Intelligenz der Bombe, dass diese sich im Delta-Quadranten befindet und somit das falsche Ziel anvisiert. Als Torres wieder auf der Voyager ist, stellt sich aber heraus, dass der Flugkörper Torres' Eingriff für eine cardassianische List hält und weiter den bewohnten Planeten bedroht. Captain Janeway beordert die Crew in die Rettungskapseln und bereitet sich darauf vor, die Voyager zur Explosion zu bringen, um den Flugkörper zu zerstören. Torres beamt wieder an Bord und reaktiviert eine Sicherungskopie der ursprünglichen cardassianischen Software. Während beide Programme um die Kontrolle über die Hardware kämpfen, erreicht Torres den Kern des Flugkörpers und durchbricht das Eindämmungsfeld des Antimaterie-Behälters. Die Bombe detoniert; kurz vorher wurde Torres zur Voyager zurückgebeamt. |           |                               |                       |                      |                                       |                  |                                                              |                                          |
| 34 | 18        | Todessehnsucht                | Death Wish            | 19. Feb. 1996        | 26. Juli 1997                         | James L. Conway  | Michael Piller; Idee: Shawn Piller                           | -                                        |
| Aus dem Inneren eines Kometen befreit die Voyager-Crew unabsichtlich einen Philosophen aus dem Q-Kontinuum. Er wurde von der Mehrheit des Kontinuums für alle Ewigkeit eingesperrt, weil er sein Leben beenden will. Als Q sich auch auf der Voyager einfindet, um den Philosophen wieder einzusperren, stellt der bei der Föderation einen Asylantrag. Captain Janeway veranstaltet ein Hearing, bei dem der Philosoph seinen Todeswunsch begründet: Seiner Meinung nach haben die Q wegen ihrer Unsterblichkeit die Fähigkeit verloren, sich zu verändern. Er findet das Leben im Kontinuum unerträglich langweilig und denkt, sein Freitod könnte die anderen Q aufrütteln. Q war früher mit seinem rebellischen Benehmen, das er inzwischen aufgegeben hat, eine Inspiration für ihn. Captain Janeway gewährt dem Philosophen schließlich Asyl. Er nutzt seine neu gewonnene Freiheit, um sich das Leben zu nehmen. Das dafür benötigte Gift hat ihm Q beschafft, der ankündigt, zu seinem rebellischen Leben zurückzukehren. |           |                               |                       |                      |                                       |                  |                                                              |                                          |
| 35 | 19        | Lebensanzeichen               | Lifesigns             | 26. Feb. 1996        | 16. Aug. 1997                         | Cliff Bole       | Kenneth Biller                                               | -                                        |
| Aus einem Raumschiff, das einen Notruf sendet, rettet die Voyager-Besatzung Dr. Danara Pel, eine vidiianische Ärztin, deren Leben durch die Fresszelle akut bedroht ist. Der Doktor erschafft einen holografischen Körper für sie, der ihn bei ihrer weiteren Behandlung unterstützt. Er transplantiert Nervengewebe von B'Elanna Torres, die erst nach einem Gespräch mit Danara dazu bereit ist. Nach und nach verliebt der Doktor sich in Danara, und sie erwidert seine Gefühle. Nach anfänglichen Schwierigkeiten folgt mit Kes' und Tom Paris' Hilfe ein Date auf dem Holodeck, und sie beginnen eine Beziehung. – Inzwischen ist Tom mehrmals zu spät zum Dienst erschienen und hat sich respektlos verhalten. Nach einem Eklat zwischen ihm und Chakotay kommt er in den Arrest. – Michael Jonas wird unterdessen von Seska beauftragt, die Warpspulen zu beschädigen, damit die Kazon-Nistrim der Voyager-Crew auf dem Planeten Hemikek IV eine Falle stellen können. – Danara ist überzeugt, dass der Doktor sie nur als gesundes Hologramm anziehend findet, und versucht deshalb, ihren kranken Körper zu vergiften. Der Doktor versichert ihr, dass sie sich irrt, und sie führen ihre Beziehung fort, nachdem sie in ihren eigenen Körper zurückgekehrt ist. Ihr Leben ist nicht mehr unmittelbar bedroht, und nach einigen Wochen setzt die Voyager sie in ihrer Heimatkolonie ab, damit sie weiterhin ihrem Volk helfen kann. |           |                               |                       |                      |                                       |                  |                                                              |                                          |
| 36 | 20        | Der Verräter                  | Investigations        | 13. März 1996        | 27. Feb. 1998                         | Les Landau       | Jeri Taylor; Idee: Jeff Schnaufer, Ed Bond                   | -                                        |
| Tom Paris verlässt die Voyager und heuert auf einem talaxianischen Schiff an, wird aber bald darauf von den Kazon-Nistrim entführt. Seska will Informationen von ihm, die den Kazon helfen sollen, die Voyager zu übernehmen. Sie deutet an, dass sie einen Spion auf dem Schiff haben. Inzwischen hat überhitztes Plasma die Warpspulen beschädigt, so dass Voyager zum Hemikek-System fliegen muss, um Material für neue Spulen zu erwerben. Neelix nimmt an, dass Paris den Kazon nicht zufällig in die Hände gefallen ist, und schließt daraus, dass es einen Verräter auf der Voyager gibt. Er untersucht die Subraumkommunikationslogbücher und findet Lücken, die auf Löschungen hindeuten könnten. Als er Tuvok informiert, will der die Sache verfolgen und verbietet Neelix weitere Nachforschungen. Der ermittelt allerdings weiter, verfolgt eine der Botschaften zu ihrem scheinbaren Ursprung ‒ Paris' Quartier ‒ und berichtet darüber in seinem neuen Programm „Briefing mit Neelix“. Tuvok entlarvt die Spur als falsch. Er und Janeway erklären, dass Paris sich absichtlich gefangen nehmen ließ, um herauszufinden, welches Besatzungsmitglied der Voyager den Kazon heimlich Nachrichten sendet. Neelix soll weiter ermitteln, um den Spion nervös zu machen. Währenddessen entnimmt Paris den Aufzeichnungen der Kommunikation zwischen Kazon und Voyager, dass Michael Jonas der Verräter ist und dass die Kazon der Voyager-Crew auf Hemikek IV eine Falle gestellt haben. Paris flieht vom Kazon-Schiff und informiert die Voyager über Jonas. Der riegelt den Maschinenraum ab und deaktiviert die Waffensysteme, aber Neelix tötet ihn im Zweikampf. |           |                               |                       |                      |                                       |                  |                                                              |                                          |
| 37 | 21        | Die Verdoppelung              | Deadlock              | 18. März 1996        | 6. März 1998                          | David Livingston | Brannon Braga                                                | -                                        |
| Fähnrich Wildman bringt an Bord der Voyager ein Mädchen zur Welt, das in einem Brutkasten versorgt werden muss. – Lieutenant Tuvok ortet Vidiianer. Die Voyager flieht in eine Plasmaströmung. Als sie diese wieder verlässt, schwindet der Antimaterie-Vorrat; Systeme fallen aus. Lieutenant Torres will Protonenausstöße erzeugen, um den Warpkern in Betrieb zu halten, aber unmittelbar vorher werden Protonenausstöße unbekannten Ursprungs registriert, die Schiff und Besatzung stark schädigen. Auch der Brutkasten verliert Energie; das Baby stirbt. Fähnrich Kim wird durch ein Leck ins All gezogen. Kes gerät in eine Art Raumspalte und wird auf eine andere, unbeschädigte Voyager mit einer anderen Crew versetzt. Der dortige Kim lebt, ebenso Wildmans Baby. Es stellt sich heraus, dass sämtliche Materie der Voyager durch die Plasmaströmung verdoppelt wurde, aber nicht die Antimaterie. Die Protonenausstöße der zweiten Voyager haben die erste beschädigt. Die beiden Schiffe befinden sich zur selben Zeit am selben Ort, leicht phasenverschoben. Torres ermöglicht die Kommunikation mit der ersten Voyager. Ein Versuch, die Schiffe wieder zu vereinigen, schlägt fehl. Auch eine vollständige Trennung ist unmöglich, ebenso die Verlegung der kompletten Besatzung der ersten Voyager auf die zweite. Kes kehrt aber auf „ihre“ Voyager zurück. – Vidiianer nähern sich. Da kein Schiff kampfbereit ist und die Vidiianer nur die zweite Voyager wahrnehmen können, opfert deren Kommandantin sich, ihre Crew und ihr Schiff, indem sie die Selbstzerstörung aktiviert. Vorher wechselt Kim auf ihren Befehl mit dem Wildman-Baby auf die erste Voyager. |           |                               |                       |                      |                                       |                  |                                                              |                                          |
| 38 | 22        | Unschuld                      | Innocence             | 8. Apr. 1996         | 13. März 1998                         | James L. Conway  | Lisa Klink; Idee: Anthony Williams                           | -                                        |
| Nach einer Shuttle-Bruchlandung auf einem fremden Mond trifft Tuvok dort drei Kinder, die anscheinend von ihrem Volk, den Drayanern, zum Sterben ausgesetzt wurden. Er beschützt sie vor dem Morrok, einem Wesen, das in einer bestimmten Höhle leben und zwei andere Kinder nachts geholt haben soll. Trotzdem verschwinden zwei der übrigen Kinder nachts in der Höhle. Die Erste Prälatin der Drayaner verlangt, dass die Voyager sich vom Mond entfernt, der heiliger Boden sei, aber Janeway ist nicht dazu bereit, solange Tuvok noch auf der Oberfläche ist; dieser kann mit dem beschädigten Shuttle nicht starten. Turbulenzen in der Atmosphäre machen das Beamen unmöglich. Janeway und Paris fliegen Tuvok in einem weiteren Shuttle entgegen. Nachdem Tuvok sein Shuttle repariert hat, startet er mit dem letzten Kind, einem Mädchen namens Tressa. Die Erste Prälatin lässt sein Shuttle beschießen und zwingt ihn so zur Landung. Auf dem Mond erklärt sie Janeway, Tuvok und Paris, dass die Drayaner rückwärts altern und die vermeintlichen Kinder schon sehr alt und folglich etwas verwirrt sind. Die Alten werden traditionell auf diesen Mond gebracht, damit sie dort in der Höhle, laut Überlieferung am Ursprung des Lebens, in Frieden sterben. Tuvok begleitet Tressa bis zu ihrem Tod. |           |                               |                       |                      |                                       |                  |                                                              |                                          |
| 39 | 23        | Das Ultimatum                 | The Thaw              | 29. Apr. 1996        | 20. März 1998                         | Marvin V. Rush   | Joe Menosky; Idee: Richard Gadas                             | -                                        |
| Die Besatzung findet Außerirdische, die geistig mit einem Computer verbunden sind, den ein Wesen geschaffen hat, das sich von ihrer Angst ernährt. |           |                               |                       |                      |                                       |                  |                                                              |                                          |
| 40 | 24        | Tuvix                         | Tuvix                 | 6. Mai 1996          | 27. März 1998                         | Cliff Bole       | Kenneth Biller; Idee: Andrew Shepard Price, Mark Gaberman    | -                                        |
| Ein Transporter-Unfall verschmilzt Lieutenant Tuvok und Neelix zu einem Wesen, das Tuvix genannt wird und sich bald in die Besatzung integriert. Nur seine Beziehung zu Kes ist schwierig. Als der Doktor mit Fähnrich Kims Hilfe einen Weg findet, Tuvix wieder in Tuvok und Neelix aufzuspalten, ist Tuvix dagegen. Er besteht auf seinem Lebensrecht. Captain Janeway befiehlt nach reiflicher Überlegung die Trennung und führt sie selbst durch, nachdem der Doktor sich geweigert hat, weil ein Arzt keinen Schaden zufügen darf. |           |                               |                       |                      |                                       |                  |                                                              |                                          |
| 41 | 25        | Entscheidungen                | Resolutions           | 13. Mai 1996         | 3. Apr. 1998                          | Alexander Singer | Jeri Taylor                                                  | -                                        |
| Ein potentiell tödliches Virus zwingt Janeway und Chakotay, die Voyager zu verlassen und sich auf einem unbewohnten Planeten niederzulassen, wo sie vor den Auswirkungen des Virus geschützt sind. Da der Doktor kein Heilmittel findet, setzt die von Tuvok kommandierte Voyager ihre Reise zum Alpha-Quadranten fort. Janeway und Chakotay leben zu zweit und kommen einander näher. Auf die dringende Bitte von Harry Kim, Kes und weiteren Besatzungsmitgliedern missachtet Tuvok Janeways striktes Verbot, die Vidiianer zu kontaktieren, die über immenses medizinisches Wissen verfügen. Dr. Pel, deren Leben der Doktor einige Wochen zuvor gerettet hatte, stellt ein Heilmittel zur Verfügung. Vidiianische Schiffe greifen die Voyager an, können aber abgewehrt werden. Nach ihrer Heilung geben Janeway und Chakotay ihr Leben zu zweit auf und gehen wieder an Bord. |           |                               |                       |                      |                                       |                  |                                                              |                                          |
| 42 | 26        | Der Kampf ums Dasein – Teil 1 | Basics, Part I        | 20. Mai 1996         | 17. Apr. 1998                         | Winrich Kolbe    | Michael Piller                                               | -                                        |
| Die Voyager-Besatzung empfängt eine Nachricht von Seska, die besagt, Maj Cullah sei wütend, weil Seskas Baby nicht von ihm, sondern von Chakotay sei. Sie folgt Cullahs Schiff und findet dabei einen verletzten Kazon-Nistrim in einem Shuttle. Auf der Voyager berichtet er, Cullah habe Seska ermorden lassen und ihn als Seskas Gehilfen zum Sterben im beschädigten Shuttle zurückgelassen. Das Kind sei in einer Kolonie. Auf dem Weg dorthin wird die Voyager von Kazon-Schiffen beschossen, die die sekundären Kommandoprozessoren beschädigen. Als sich weitere Kazon-Schiffe nähern, lässt Janeway das Führungsschiff abfangen. Der Kazon auf der Voyager sprengt sich und löst damit ein schiffsweites Energieversagen aus. Paris startet mit einem Shuttle, um die Talaxianer um Hilfe zu bitten. Nachdem der Antrieb ausgefallen ist, entern die Kazon die Voyager. Janeway befiehlt die Selbstzerstörung, die aber wegen der beschädigten sekundären Kommandoprozessoren nicht durchführbar ist. Der Doktor deaktiviert sich und programmiert einen automatischen Rückruf. Durch das Energieversagen kann Lon Suder aus seinem Quartier fliehen, wo er als Mörder eingesperrt war. Die Kazon unter Cullah und Seska übernehmen die Voyager und setzen die Crew auf einem Planeten aus. |           |                               |                       |                      |                                       |                  |                                                              |                                          |